# 아크로티리 데켈리아의 기

아크로티리 데켈리아는 공식적으로 영국의 국기 (유니언 잭)을 사용한다.

아크로티리 데켈리아의 비공식 기

아크로티리 데켈리아는 그 자체의 공식 깃발을 가지고 있지 않으며, 영국의 국기인 유니언 잭 (Union Jack)을 공식적인 깃발로 사용한다. 아크로티리 데켈리아의 주권 기지 지역인 아크로티리 데켈리아는 2개의 군사 기지와 배후지로 구성된 키프로스섬의 영국령 해외 영토이다.